# Pimelodella papariae
Pimelodella papariae är en fiskart som först beskrevs av Fowler, 1941.  Pimelodella papariae ingår i släktet Pimelodella och familjen Heptapteridae. Inga underarter finns listade i Catalogue of Life.